# Picramnia bullata
Picramnia bullata là một loài thực vật thuộc họ Simaroubaceae. Đây là loài đặc hữu của Peru.